# Николо-Погореловское сельское поселение
Николо-Погореловское сельское поселение — муниципальное образование в составе Сафоновского района Смоленской области России.
Административный центр — деревня Николо-Погорелое.

## История
Образовано Законом Смоленской области от 28 декабря 2004 года.
Главой поселения и Главой администрации является Исакова Галина Ивановна.

## Население
| 1995 | 2000 | 2001 | 2002 | 2003 | 2004 | 2005 |
| ---- | ---- | ---- | ---- | ---- | ---- | ---- |
| 780  | ↘743 | ↘723 | ↘704 | ↗706 | ↘669 | ↗707 |
| 2006 | 2007 | 2011 | 2012 | 2013 | 2014 | 2015 |
| ↘661 | ↘653 | ↘551 | →551 | ↘549 | ↗561 | ↗563 |
| 2016 | 2017 | 2018 | 2019 | 2020 | 2021 |      |
| ↘546 | ↘538 | ↗545 | ↘537 | ↘521 | ↗534 |      |

## Географические данные
- Общая площадь: 103 км²
- Расположение: северо-восточная часть Сафоновского района
- Граничит:
  - на севере — с Казулинским сельским поселением
  - на северо-востоке — с Богдановщинским сельским поселением
  - на востоке — с Прудковским сельским поселением
  - на юге — с Дуровским сельским поселением
  - на западе — с Беленинским сельским поселением
- По территории поселения проходит автомобильная дорога М1 «Беларусь» — Холм-Жирковский.
- Крупные реки: Днепр, Вержа, Соля, Дыма.

## Населённые пункты
В состав поселения входят следующие населённые пункты:
| №  | Населённый пункт | Тип     | Население |
| -- | ---------------- | ------- | --------- |
| 1  | Батищево         | деревня | 26        |
| 2  | Билино           | деревня | 24        |
| 3  | Бочёнки          | деревня | 1         |
| 4  | Васильевщина     | деревня | 6         |
| 5  | Князево          | деревня | 6         |
| 6  | Крюково          | деревня | 21        |
| 7  | Лужки            | деревня | 7         |
| 8  | Николо-Погорелое | деревня | 642       |
| 9  | Овиновщина       | деревня | 5         |
| 10 | Спичино          | деревня | 31        |